# Asesinato de Jennifer Ann Crecente
Jennifer Ann Crecente (Las Cruces, Nuevo México; 9 de septiembre de 1987 - Austin, Texas; 15 de febrero de 2006) fue una joven estadounidense víctima de violencia de género que fue asesinada por su novio el día después de San Valentín de 2006. El asesinato de Crecente fue el primero en Austin en 2006. En respuesta a su asesinato, se formaron dos organizaciones benéficas, se creó una subvención conmemorativa en su nombre y se aprobó una legislación en Texas para prevenir la violencia entre adolescentes.

## Primeros años
Natural del estado de Nuevo México, Crecente se mudó con su familia a Austin, en el estado de Texas, donde asistió a escuelas locales para cursar su educación secundaria. Entre sus compañeros de clase en Bowie High School en Austin estaba Justin Crabbe, hasta que abandonó la escuela en el décimo grado. Jennifer fue consejera de campamento en SciTrek en Atlanta y voluntaria en un hospital en Austin. Su abuela era psicóloga, campo de conocimiento que llamó su atención e interés y consideró estudiar en la universidad. Crecente y Crabbe mantenían una relación cuando fue asesinada, unos meses antes de graduarse.

## Asesinato
El cuerpo de Jennifer Ann Crecente fue encontrado en la noche del 16 de febrero de 2006 en una zona boscosa de Austin. Justin Crabbe, su novio, fue arrestado dos días después, el 18 de febrero, por un cargo de asesinato en primer grado. Crabbe le dijo a la policía que él y un hombre llamado Richard estaban jugando con una pistola. Jennifer estaba a poca distancia de ellos. El arma disparó y Jennifer cayó al suelo. Crabbe no revisó a Crecente para ver cómo se encontraba ni calculó la gravedad de los acontecimientos, si se encontraba herida o requería asistencia sanitaria. En la declaración jurada, que describe las razones de un arresto, Crabbe primero le dijo a la policía que él y Crecente, que estaban saliendo, habían tenido una discusión a principios de semana mientras se hospedaban en un hotel del sur de Austin. Una cinta de video mostraba a Crabbe con otro hombre comprando municiones en una tienda de artículos deportivos. Crabbe estaba en libertad condicional por una condena previa por delito grave y no podía comprar municiones legalmente por sí mismo.

## Arresto y juicio
Crabbe se declaró "no culpable" el 22 de septiembre de 2006. Estaba en la cárcel y no tenía derecho a fianza. Se enfrentó a una sentencia máxima de cadena perpetua. El 6 de marzo de 2007, un año después de los hechos, los abogados de oficio designados por el tribunal de Crabbe solicitaron que se desechara su confesión grabada en video. El 22 de marzo, el juez Charles Baird negó la solicitud de la defensa de desechar la confesión grabada en video, fijando la fecha del juicio para el 23 de julio. Una semana antes del mismo, el 19 de julio, se anunció que no habría juicio para Crabbe.
El 31 de julio de 2007, se anunció que Crabbe había aceptado declararse culpable y que se había programado una audiencia para el 1 de agosto de 2007. Los términos no fueron publicados. Ese día, Crabbe se declaró culpable de asesinato como parte de un acuerdo de declaración de culpabilidad, siendo condenado a 35 años de prisión. Además, testificó ante un gran jurado. El testimonio de Crabbe resultó en una acusación sellada para Ricardo Roman, que fue acusado formalmente el 17 de julio de 2007 y arrestado el 31 de julio al sur de Texas. El 15 de febrero de 2008, la oficina del fiscal de distrito del condado de Travis desestimó la acusación contra Roman.

## Organizaciones caritativas y beca conmemorativa
Los padres de Jennifer fundaron una organización que recordara el legado de su hija, Jennifer Ann's Group, poco después de la muerte de su hija y que tenía por objetivo prevenir la violencia en las citas entre adolescentes. La organización distribuye materiales educativos a escuelas y organizaciones en todo Estados Unidos de forma gratuita y cuenta con oradores para eventos nacionales y regionales para hablar sobre la violencia en el noviazgo de adolescentes.
Otra de las organizaciones desarrolladas fue Jennifer's Hope, fundada en agosto de 2006 por su madre, Elizabeth Crecente. Tiene por objetivo hablar con adolescentes y profesionales, con varias apariciones estatales y nacionales y con campañas comunitarias en el condado de Austin para prevenir la violencia en las citas entre adolescentes y promover relaciones saludables.
Por su parte, la Fundación Psicológica de Texas creó en su homenaje la Beca Conmemorativa Jennifer Ann Crecente, que cuenta con una subvención anual de 5 000 dólares para costear los gastos de un estudiante de posgrado que estudie la violencia contra la mujer.

## Legislación posterior
El 5 de febrero de 2007, la representante estatal Dawnna Dukes presentó un proyecto de ley para exigir a los distritos escolares de Texas que crearan políticas con respecto a la violencia entre parejas adolescentes. Este proyecto de ley fue creado en memoria de Jennifer Ann Crecente y Ortralla Mosley. La ONG fundada por sus padres prestó testimonio el 8 de febrero de 2007 ante la legislatura en apoyo de este proyecto de ley. El entonces gobernador Rick Perry promulgó el proyecto de ley el 18 de mayo de 2007. Cada distrito escolar en el estado de Texas debe tener una política formal con respecto a la violencia entre parejas adolescentes como resultado de esta legislación.
El 15 de febrero de 2007, en el primer aniversario del asesinato de Crecente, el senador Eliot Shapleigh presentó un proyecto de ley para otorgar diplomas póstumos a los estudiantes que murieron durante su último año de escuela secundaria. El proyecto de ley se llama "Jennifer's Law". El 28 de mayo de 2007, el proyecto de ley se firmó en el Senado y se pasó al gobernador Rick Perry para su firma, que fue cursada el 15 de junio de 2007.